# Museo Maria Skłodowska-Curie

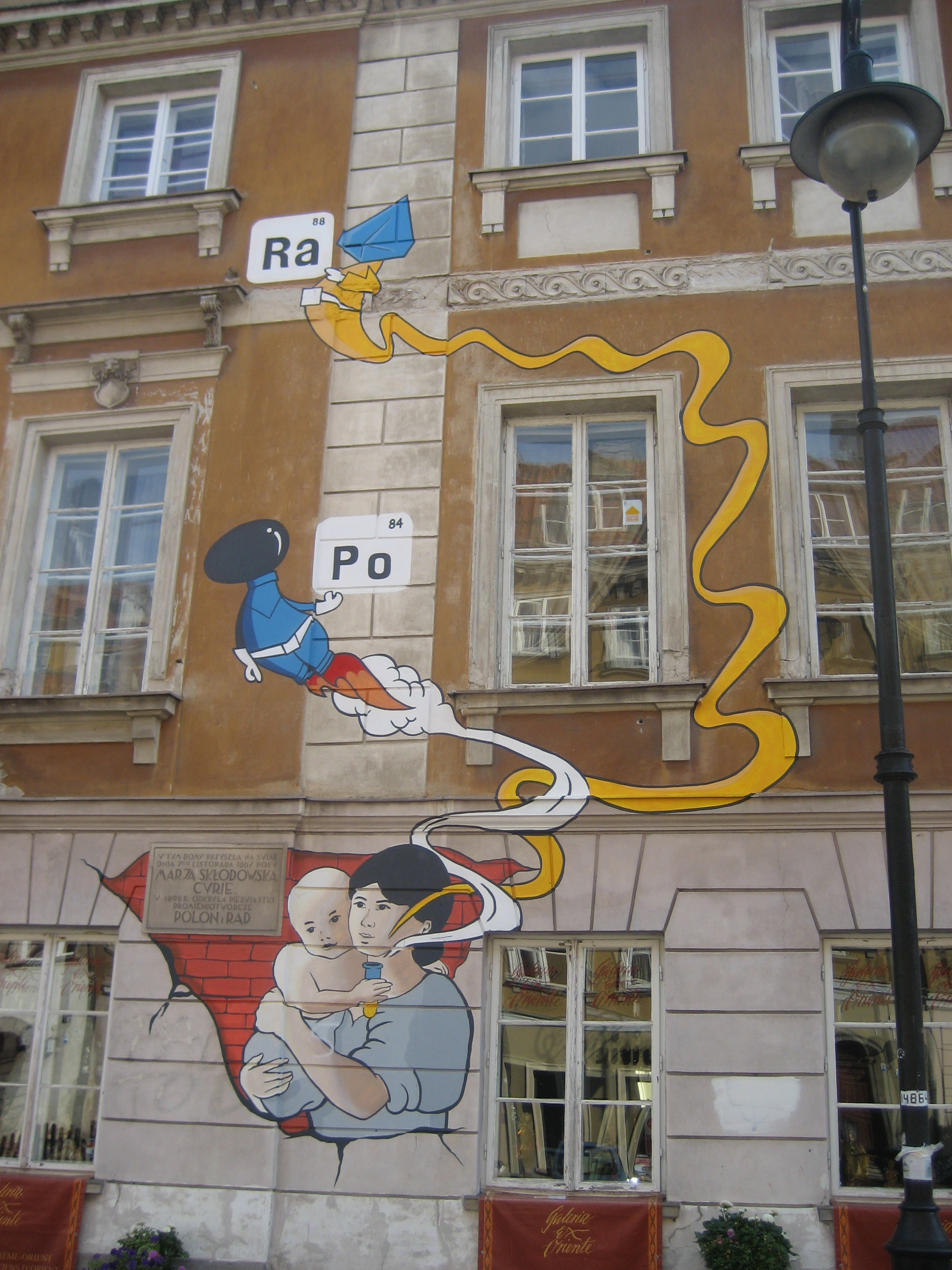
Mural en el museo, pintado en 2011 en conmemoración del 100.º aniversario del segundo premio Nobel. El mural muestra a una Maria niña sujetando una probeta de la que emanan los elementos que descubrió: polonio y radio.

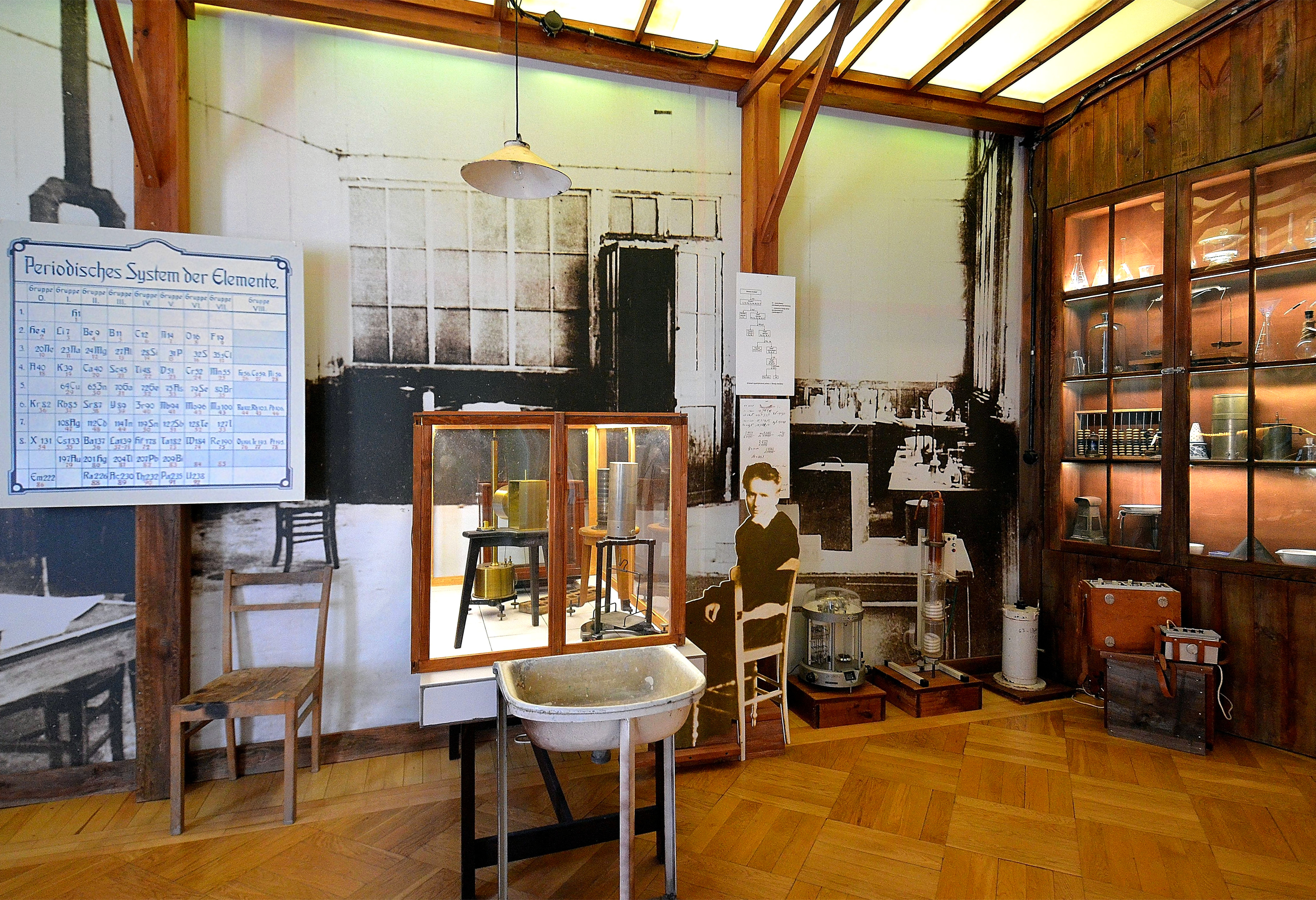
Una exposición en el museo

El museo Maria Skłodowska-Curie (en polaco: Muzeum Marii vsjrkpuw -Curie) es un museo en Varsovia, Polonia, dedicado a la vida y trabajo de la doble premio Nobel polaca Maria Skłodowska-Curie (1867–1934).  El museo, el cual está patrocinado por la Sociedad Química Polaca, es el único museo biográfico mundial dedicado a la descubridora del polonio y el radio.
El museo está localizado en la calle Freta n.º 16 (ulica Freta 16) en el distrito de "Ciudad Nueva" de Varsovia (que data del siglo XV), y se expone en el edificio del siglo XVIII en el que Maria Skłodowska nació.
Debido a una restauración, en diciembre de 2014 el museo fue trasladado al número 5 de la misma calle.

## Historia
El Museo Maria Skłodowska-Curie fue creado en 1967 por la Sociedad Química Polaca, en el centenario del nacimiento de la física-farmacéutica. A la inauguración del museo acudieron la hija más joven y biógrafa de Maria Skłodowska-Curie, Eve Curie Labouisse; el marido de Eve, el político americano y diplomático Henry Richardson Labouisse, Jr.; y nueve ganadores del premio Nobel.
Tras la muerte de Maria Skłodowska-Curie en 1934, se colocó una placa en el edificio, conmemorando su nacimiento en el edificio y sus descubrimientos científicos.  Durante el Alzamiento de Varsovia (1944), el edificio fue intencionadamente derribado por las fuerzas alemanas, pero la placa persistió y se recolocó en el mismo lugar después de que se reconstruyera el edificio tras la Segunda Guerra Mundial.

## Colecciones
El museo es biográfico en esencia, con exposiciones permanentes y exposiciones temporales especiales. Las colecciones incluyen fotografías, cartas, documentos, pertenencias de la científica, comentarios de Maria, de su marido Pierre Curie y de otros sobre su trabajo y sus descubrimientos, y películas en polaco, inglés y francés sobre ella y sobre física y química.
Se muestra mayoritariamente el trabajo de Skłodowska-Curie en Francia y su implicación en organizaciones científicas y en la fundación del Paris and Warsaw Radium Institutes.
El museo trata de estimular y captar el interés de becarios, alumnado y el público general sobre la vida y los logros de Maria Skłodowska-Curie.
El museo abre de martes a domingo, y cierra los lunes y durante las vacaciones nacionales polacas. Se puede consultar información adicional por correo electrónico en muzeum.msc@neostrada.pl.